# 2023 год в авиации
Список событий в авиации в 2023 году.

## События

### Январь
- 2 января — в штате Квинсленд (Австралия) столкнулись два туристических вертолёта, 4 человека погибли, 8 пострадали[1].
- 3 января — польская авиакомпания LOT полностью отказываются от пропеллерных самолётов после 94 лет эксплуатации[2].
- 9 января — в Ненецком автономном округе самолёт Ан-2, выполнявший рейс Нарьян-Мар — Каратайка — Варандей — Нарьян-Мар, совершил жёсткую посадку, в результате чего погибли 2 человека из 12 на борту. Причиной инцидента стало обледенение самолёта[3].
- 15 января — в Непале разбился самолет ATR 72, все 72 человека на его борту погибли.
- 18 января — в результате крушения вертолёта Super Puma в Броварах погибли 14 человек, руководство МВД Украины и 4 человек на земле, 25 ранены[4].
- 28 января — британская авиакомпания FlyBe отменила все свои рейсы, уволила большинство сотрудников и прекратила работу из-за финансовых проблем[5].
- 31 января — XPeng X2 китайской компании XPeng стал первым управляемым человеком электрическим самолётом вертикального взлёта и посадки (eVTOL), получившим разрешение для полётов в Китае[6].

### Февраль
- 1 февраля — последний произведённый Boeing 747 был доставлен компании Atlas Air[7].
- 2 февраля—4 февраля — инцидент с китайским аэростатом.
- 12 февраля — самолёт и пассажирский автобус столкнулись в аэропорту Лос-Анджелеса, пострадали 5 человек.
- 14 февраля — Air India совершает рекордные закупки у Airbus и Boeing и заказывает сразу 470 самолётов[8].

### Март
- 8 марта — в результате столкновения в воздухе двух самолётов во Флориде погибли 4 человека.
- 14 марта — Су-27 ВВС России подбил американский беспилотник в воздухе над водами Чёрного Моря.

### Апрель
- 26 апреля — в Мурманской области недалеко отМончегорска потерпел катастрофу и упал в озеро Большая Имандра российский истребитель МиГ-31, оба пилота катапультировались.

### Май
- 1 мая — Cessna 206 разбилась в джунглях в Колумбии. Погибли 3 человека, 4 детей спасены спустя 40 дней.
- 13 мая — в Брянской области практически одновременно были сбиты российские самолёты Су-34 (в селе Нижнее), Су-35 (в посёлке Сурецкий Муравей) и два вертолёта Ми-8 (один в городе Клинцы, ранив местную жительницу, другой — в селе Волкустичи). 9 человек погибли.
- 26 — 27 мая — British Airways отменила 146 авиарейсов по причине компьютерного сбоя[9].
- 28 мая — китайский пассажирский авиалайнер C919 совершил первый коммерческий полёт[10][11].

### Июнь
- 19—25 июня — 54-й Международный авиационно-космический салон в Ле-Бурже[12].
- 24 июня — в ходе мятежа ЧВК Вагнер над Воронежской областью сбиты самолёт Ил-22 и 6 вертолётов армии РФ.
- 28—30 июня — из-за сбоя в США задерживаются или отменяются 32 600 рейсов[13].

### Июль
- 11 июля — в Могадишо совершил жёсткую посадку и загорелся самолёт Embraer EMB-120 Brasilia, на борту которого было 30 пассажиров и 4 члена экипажа[14].

### Август
- 23 августа — в Тверской области разбился самолёт Embraer Legacy 600. Погибли 10 человек, включая Евгения Пригожина и Дмитрия Уткина.
- 27 августа — в Австралии во время учений разбился американский конвертоплан V-22 Osprey; из 23 человек на борту трое погибли, остальные получили травмы.

### Сентябрь
- 12 сентября — в Новосибирской области, в Убинском районе Airbus A320 совершил аварийную посадку на пшеничное поле.
- 16 сентября — самолёт пилотажной группы Frecce Tricolori разбился под итальянским Турином во время тренировочного полёта; при падении он задел автомобиль, в результате чего погибла находившаяся там девочка. Пилот и ещё один пассажир автомобиля госпитализированы.
- 12 сентября — в Калачёвском районе Волгоградской области потерпел крушение бомбардировщик Су-24. Оба члена экипажа погибли[15].
- 18 сентября — в США пропал с радаров новейший самолет невидимка, после этого стало известно об аварии самолета F-35 и катапультировании его пилота.

### Октябрь
- 2 октября — член сената Северной Дакоты Даг Ларсен, его жена и двое детей погибли в авиакатастрофе в штате Юта.
- 23 октября — в США пилот, летевший в качестве пассажира, пытался захватить самолёт  Embraer 175 и намеренно разбить его. Никто из 84 человек на борту не пострадал[16].

### Ноябрь
- 1 ноября — дальнемагистральный пассажирский самолёт Ил-96-400М совершил первый полёт[17][18][19].
- 13—17 ноября — международный авиасалон в Дубае[20].
- 28 ноября — впервые в трансатлантический рейс отправился самолет на экологически чистом авиатопливе. Boeing 787 авиакомпании Virgin Atlantic выполнил рейс из Лондона в Нью-Йорк[21].